# Savignia zero
Savignia zero là một loài nhện trong họ Linyphiidae.
Loài này thuộc chi Savignia. Savignia zero được Kirill Yuryevich Eskov miêu tả năm 1988.